# Wark on Tweed
Wark on Tweed – wieś w Anglii, w hrabstwie Northumberland. Leży 86 km na północny zachód od miasta Newcastle upon Tyne i 481 km na północ od Londynu.